# Cultul ofensivei

Harta Planului Schlieffen și a contraofensivelor planificate de francezi

Cultul ofensivei se referă la o dilemă strategică militară în care liderii consideră că avantajele ofensivei sunt atât de mari încât forțele defensive nu ar avea nicio șansă să respingă atacul și, prin urmare, aleg să atace. Este folosit cel mai adesea pentru a explica cauzele Primului Război Mondial și pierderile grele care au urmat, an după an, pentru toate taberele, în timpul luptelor de pe Frontul de Vest.
Termenul a fost aplicat și doctrinei puterii aeriene dinaintea celui de-al Doilea Război Mondial, care susținea că „bombardierul va reuși întotdeauna să treacă” și că singura modalitate de a pune capăt unei campanii de bombardament era bombardarea inamicului până la capitulare.

## Teoria militară
În cadrul cultului ofensiv, liderii militari cred că atacatorul va ieși victorios (sau cel puțin va provoca mai multe victime decât va suferi) indiferent de circumstanțe, astfel încât conceptul de apărare este aproape complet discreditat. Acest lucru duce la concentrarea tuturor strategiilor asupra atacului, iar singura strategie defensivă valabilă fiind contraatacul.

## Politica internațională
În relațiile internaționale, cultul ofensivei este legat de teoriile ale dilemei securitații și realismului ofensiv. Acesta subliniază că cucerirea este ușoară, iar securitatea este dificil de obținut dintr-o poziție defensivă. Teoreticiernii liberali susțin că este o problemă de angajament și că un război declanșat ca răspuns la o amenințare iminentă rezultat din dilema securității este destul de rar.

## Primul Război Mondial
Cultul ofensivei era teoria dominantă în rândul multor lideri militari și politici înainte de Primul Război Mondial. Acești lideri au pledat în favoarea declarării războiului și a lansării unei ofensive, crezând că pot își distruge adversarii și temându-se că, dacă vor aștepta, vor fi învinși. Dominanța acestei linii de gândire a contribuit în mod semnificativ la escaladarea ostilităților și este considerată una dintre cauzele Primului Război Mondial.
Teoreticienii militari ai vremii considerau, în general, că preluarea inițiativei ofensive era de o importanță crucială, prin urmare beligeranții erau încurajați să lovească primii pentru a obține avantajul. Majoritatea planificatorilor doreau să înceapă mobilizarea cât mai repede posibil pentru a evita să fie prinși în defensivă. Acest lucru era complicat, deoarece mobilizările erau costisitoare, iar calendarul lor era atât de rigid încât nu puteau fi anulate fără a provoca perturbări masive în țară și dezorganizarea armatei. Astfel, această atitudine a scurtat perioada în care se putea recurge la diplomație, iar odată ce mobilizările au început, diplomația s-a confruntat cu dificultatea suplimentară de a justifica anularea mobilizărilor. Acest fenomen a fost denumit și „război după calendar”.
Planul german Schlieffen este un exemplu notabil al cultului ofensivei. Susținut de ofițeri cu mentalitate ofensivă, precum Alfred von Schlieffen și Helmuth Johannes Ludwig von Moltke, acesta a fost pus în aplicare în prima lună a războiului (unii istorici susținând că a fost aproape victorios, deși alții susțin că planul nu a avut niciodată șanse de succes). Un contraatac francez la periferia Parisului, Bătălia de pe Marna și mobilizarea și atacurile neașteptat de rapide ale rușilor au pus capăt ofensivei germane și au dus la ani de război de tranșee. Nu numai Germania a urmat cultul ofensivei. Armata franceză, printre altele, a fost, de asemenea, puternic influențată de această doctrină, printre susținătorii ei numărându-se Ferdinand Foch, Joseph Joffre și Loyzeaux de Grandmaison.
Primul Război Mondial a fost dominat de puterea de foc defensivă, dar responsabilitatea Antantei era să aplice o strategie ofensivă, care a provocat victime în masă și epuizare reciprocă. Armatele germane au pregătit poziții defensive complexe pe frontul de vest, cu tranșee, sârmă ghimpată și cazemate din beton, susținute de artilerie, puști și mitraliere, care până în 1917 au fost suficiente ca să provoace pierderi masive infanteriei care ataca frontal și ca să permită armatele franco-britanice să obțină doar  câștiguri minore de teren. Dezvoltarea tacticilor pe frontul de vest în 1917 a început să readucă mobilitatea pe câmpul de luptă și s-a dezvoltat o formă de război semi-deschis.
Multe dintre ideile militare din perioada interbelică au fost influențate de rezultatele ofensivelor purtate din motive strategice, în circumstanțe de dominare operațională și tactică defensivă. În cel de-al Doilea Război Mondial, Aliații occidentali din 1939-1940 au evitat o ofensivă, intenționând să aștepte până când reînarmarea franco-britanică se va urma să fie încheiată și blocada Germaniei ar fi subminat economia de război a acesteia, pentru ca apoi, în 1941 sau 1942, să reia războiul cu forța de foc din 1918.
Scott Sagan⁠(d) a contestat ideea că cultul ofensivei a fost cauza fundamentală a Primului Război Mondial. Sagan aduce trei argumente în sprijinul acestei teze:
1. Cei care atribuie cauzele Primului Război Mondial unui cult al ofensivei exagerează valoarea doctrinelor pur defensive. De exemplu, raportul favorabil al forțelor ar fi putut permite ofensivei să învingă defensiva. În plus, adoptarea unei doctrine defensive de către Franța ar fi putut permite Germaniei să învingă Rusia mai rapid și mai categoric, făcând astfel frontul occidental vulnerabil pe termen lung.
2. Există o tendință de a judeca în retrospectivă când se spune că doctrinele ofensive erau fundamental greșite. Potrivit lui Sagan, Planul Schlieffen nu era nerezonabil și aproape a reușit.
3. Obiectivele politice ale marilor puteri, precum menținerea angajamentelor alianței, au impus adoptarea unor doctrine ofensive. De exemplu, Franța avea nevoie de o doctrină ofensivă pentru a proteja Rusia de Germania, Rusia avea nevoie de una pentru a proteja Serbia de Austro-Ungaria, iar Germania avea nevoie de una pentru a proteja Austro-Ungaria de Franța.

Sagan susține că motivele care au stat la baza doctrinelor ofensive au fost obiectivele politice și angajamentele luate în alianțele marilor puteri. Mai mult, el susține că, dacă Marea Britanie ar fi emis o amenințare credibilă de intervenție într-un război continental la începutul crizei din iulie 1914, Berlinul ar fi fost probabil descurajat să se implice în război.